# Jan Hirt
Jan Hirt (Třebíč, 21 de janeiro de 1991) é um ciclista profissional checo que actualmente corre para a equipa Intermarché-Wanty-Gobert Matériaux.

## Palmarés
2013
- 1 etapa do Tour de Azerbaijão

2014
- 1 etapa do Tour da República Checa

2016
- Volta a Áustria, mais 1 etapa

## Resultados nas Grandes Voltas
Durante sua carreira desportiva tem conseguido os seguintes postos nas Grandes Voltas.
| Corrida         | 2013 | 2014 | 2015 | 2016 | 2017 | 2018 |
| --------------- | ---- | ---- | ---- | ---- | ---- | ---- |
| Giro de Itália  | -    | -    | -    | -    | 12º  | -    |
| Tour de França  | -    | -    | -    | -    | -    | -    |
| Volta a Espanha | -    | -    | -    | -    | -    | -    |

-: não participa
Ab.: abandono

 